# Vals-près-le-Puy
 Vals-près-le-Puy  es una población y comuna francesa, situada en la región de Auvernia, departamento de Alto Loira, en el distrito de Le Puy-en-Velay y cantón de Puy-en-Velay-Sud-Ouest.

## Demografía
| 1829 | 2449 | 3070 | 3505 | 3426 | 3391 |
| Para los censos de 1962 a 1999 la población legal corresponde a la población sin duplicidades (Fuente: INSEE [Consultar]) |      |      |      |      |      |